# Cabedelo
Cabedelo, amtlich Município de Cabedelo, ist eine Stadt und eine Gemeinde (município) im Bundesstaat Paraíba, in Brasilien. Cabedelo hat eine Fläche von  31,42 km². Die Stadt verfügt über den einzigen Seehafen des Bundesstaates. Die Stadt liegt auf einer Halbinsel in direkter Nachbarschaft der Hauptstadt des Bundesstaates João Pessoa (Região Metropolitana). Von vielen Bürgern der Hauptstadt werden Cabedelo und seine Umgebung am Fluss Rio Paraíba als Naherholungsgebiet genutzt.
Das Klima ist tropisch feucht mit Temperaturen von ca. 20 °C bis 35 °C, einer Regenzeit ab April, die im Juli endet. Die Vegetation ist von Kokospalmenpflanzungen und Zuckerrohranbau geprägt und in der Flussmündung gibt es Mangrovenwälder. Zum Bezirk von Cabedelo gehören die Distrikte
Renascer, Poço und Intermares. Die Insel Ilha da Restinga ist ebenfalls Teil von Cabedelo. Hier mündet der Rio Paraíba in den Südatlantik. 
Die Bevölkerung von Cabedelo wurde vom IBGE im Jahr 2019 auf 67.736 Einwohner geschätzt. Allerdings beträgt die Einwohnerzahl im Sommer ca. 80.000 Menschen bedingt durch den wachsenden Sommerhaus-Tourismus in der Stadt. Während des Karnevals befinden sich oft mehr als 300.000 Einwohner und Gäste in Cabedelo.

## Geschichte
Gegründet wurde die Stadt bereits im Jahre 1580, hieß zur Zeit der holländischen Invasionen im 17. Jahrhundert Margaretha und wurde am 17. März 1908 zur Vila de Cabedelo erhoben. Am 12. Dezember 1956 wurde ein Gesetz zur Stadtgründung erlassen und der Ort wurde durch Ausgliederung aus João Pessoa, zu der er zuvor gehörte, mit Wirkung zum 31. Januar 1957 ein eigenständiges Munizip.

## Wirtschaft
Cabedelo hat mit dem 1908 eröffneten Porto de Cabedelo den größten Seehafen des Bundesstaates Paraíba. Von hier aus gehen die Exportgüter in alle Welt. Im Jahre 2002 wurden 930.000 Tonen umgeschlagen, wovon allerdings die meiste Ladung in nationaler Umladung (Kabotage) verschifft wurde. Massengut (solid und flüssig) ist mit einem Anteil von 690.000 Tonnen der Schwerpunkt des Hafenumschlags.

## Kultur
International bekannt ist Cabedelo wegen seines farbenfrohen Karnevals. Cabedelo ist ein Zentrum der Musikkultur des Nordostens Brasiliens. 

## Umwelt
In Cabedelo legt man großen Wert auf die Erhaltung der umgebenden Natur. Die Schönheiten der Mündung des Flusses Rio Paraíba ziehen viele Touristen an. Strände mit vorgelagerten Korallenbänken, Küstenwald, Halbinsel (Restinga) und Mangrovenwälder sind die natürlichen Reichtümer dieser Gegend und werden entsprechend geschützt. Der Strand von Jacaré (Krokodil) ist ein zentraler touristischer Treffpunkt.